# Luis Carlos Rejón
Luis Carlos Rejón Gieb (Baena, 21 de octubre de 1951) es un político español, que fue dirigente de la formación Izquierda Unida-Convocatoria por Andalucía. También ha sido parlamentario andaluz y actual Diputado en el Congreso de los Diputados por la provincia de Córdoba desde el 12 de marzo de 2000. 

## Biografía
Su madre fue la fundadora del Partido Unión de Centro Democrático de Baena, mientras que sus hermanos, José María y Eduardo Rejón Gieb, llegan a ser consejero de Salud del Gobierno de Andaluz, donde ahí es cuando se afilian al Partido Socialista Obrero Español
Es licenciado en Geografía e Historia por la Universidad de Granada, siendo durante sus estudios, en cuando ingresa en el PCE. Tras las elecciones municipales de 1979 forma parte como concejal del primer Ayuntamiento democrático de Baena, siendo primer teniente de Alcalde en un gobierno de coalición con el Partido del Trabajo de España, redactó las normas subsidiarias de urbanismo. Entre los años 1986 y 2000, ya en las filas de Izquierda Unida ocupa un escaño en el Parlamento de Andalucía por la provincia de Córdoba, siendo desde 1990 portavoz de su grupo y destacándose por la denuncia en varios casos de corrupción como el caso Guerra y el caso FILESA. En las elecciones generales del año 2000 es elegido diputado por la provincia de Córdoba.
En 1988 sustituye a Julio Anguita en la presidencia de Izquierda Unida Los Verdes-Convocatoria por Andalucía, cargo que ostentaría hasta el 22 de abril de 1996, cuando dimite tras los malos resultados electorales obtenidos por su partido ese año. Fue cabeza de lista por su formación para la presidencia de la Junta de Andalucía en las elecciones de 1990, 1994 y 1996.
En 2004 Rejón deja IU y se une a la coalición Europa de los Pueblos para las elecciones europeas.